# Strigătură
Strigătura este o specie a liricii populare, de obicei în versuri, cu caracter epigramatic, cu aluzii satirice sau glumețe ori cu conținut sentimental, care se strigă la țară, în timpul executării unor jocuri populare.
Tematica strigăturii se axează îndeosebi pe caracterizarea indivizilor unei colectivități sătești și, implicit, pe relațiile ce se stabilesc între membrii respectivei grupări sociale. Strigătura exprimă o judecată etică, moralizatoare, o judecată de grup, chiar și atunci când aceasta pornește de la un caz particular. Structura dinamică a strigăturii, forma ei concisă, restrânsă la 4, 5, 6, maximum 8 versuri, este menită să-i asigure o funcționalitate adecvată împrejurărilor în care se rostește.
Practicată exclusiv de feciori, strigătura la joc nu prezintă melodie ci se chiuie după o anumită ritmică. Cuvintele ei sunt îndreptar de morală publică, biciuiesc și satirizează lucruri nedorite a se întâmpla. Reușita scopului moralizator depinde de felul în care e zisă strigătura și de către cine e zisă. Băieții își permit să dea sfaturi impudice în gura mare, își destăinuie enigmatic aventurile amoroase sau, pur și simplu, îndeamnă la joc.
Strigăturile de nuntă sunt cel mai reprezentativ registru din repertoriul nupțial și sunt cheia ceremonialului. Spre deosebire de strigătura de joc, interpretată numai de flăcăi, strigătura de nuntă este zisă numai de femei. Strigătura de nuntă cultivă duioșia, entuziasmul, melancolia dar, uneori, ironia și batjocura. Chiar dacă strigătura de nuntă cuprinde aluzii ironice, aceasta ia forma unei ironii inofensive sau a unui umor care provoacă râsul, având funcție cathartică. Strigăturile sunt expresii poematice ale riturilor de separare, de unire și de integrare. Strigăturile sunt adresate în primul rând miresei, care are rolul cel mai important, mirelui, soacrei mici, soacrei mari și nașilor.
În unele sate se mai păstrează un obicei străvechi, denumit „Strigătura peste sat”, considerat de către cercetători „o instanță judecătorească”. La lăsarea întunericului, participanții urcă pe culmile dealurilor din apropierea satului, împărțindu-se în două grupuri “strigând peste sat” și aducând la cunoștința sătenilor numele celor care au avut un comportament mai puțin corect în decursul anului și celor care se abat de la normele de comportare ale colectivității, vizând lenea, zgârcenia, lăcomia, căsătoria din interes și alte tare.

## Exemple
La casa cu trei cumnate

Și vasele-s nespălate.
M-a făcut mama făcut

Pe fete să le sărut,

M-a făcut mama la șură

Jucăuș și bun de gură,

Nu te uita la căciulă

Ci te uită la făptură.
Nu fi bade-așa fălos,

Că nu ești deloc frumos. 

Că ai mersu-mpiedicat, 

Și ți-e nasu` borcănat!
Haide, babo să jucăm, 

Că fata ne-o mărităm, 

Ferice de noi c-am dat-o, 

Vai ș-amar de cel ce-a luat-o!
Are tata doi feciori
Mândri ca și două flori
La lucru nu se urnesc
Numai beau și chefuiesc.
Așa zice popa nost’
Să nu meri la fete-n post. 
 Preuteasa zice- așa: 
Haideți și la fata mea
Și la mine de-ți putea.